# Прва инаугурација председника Барака Обаме
Инаугурација председника Барака Обаме била је четрдесет и четврта инаугурација америчког председника одржана 20. јануара 2009. године, према принципима двадесетог амандмана Устава Сједињених Америчких Држава. Инаугурацијом је започета четворогодишња владавина Барака Обаме и Џоа Бајдена на месту председника и потпредседника САД. Тема инаугурације била је под слоганом Ново рађање слободе и двестогодишњица рођења Абрахама Линколна, шеснаестог америчког председника који је укинуо ропство.
Званично је инаугурација почела 17. јануара вожњом плавим возом из пенсинвалске Филаделфије, накратко заустављајући се у Вилмингтону, Балтимору не би ли своје путовање завршио у Вашингтону. Процењује се да је на свечаној заклетви Обаме присуствовало између 1.8 и 2 милиона људи. Манифестације поводом инаугурација трајале су од 18. до 21. јануара.

## Путовање возом
Свечане активности поводом проглашења шеснаестог америчког председника, Абрахама Линколна, започете су путовањем Џорџијом 300. Препознатљивим плавим возом Линколн је започео своје путовање у Спрингфилду, Илиноис 11. фебруара 1861. и завршио га десет дана касније у Филаделфији. Од тада, Џорџија 300 постала је популарно превозно средство америчких високих званичника. Како је ова инаугурација протекла у знаку Абрахама Линколна, Барак Обама одлучио је да своју инаугурацију такође започне путовањем у истом том возу, додуше са доста краћом рутом.
Обамино путовање започето је 17. јануара тачно у 10.00 на градској железничкој станици у Филаделфији. Сат и тридесет минута касније воз је стигао у Вилмингтон, где се Обами придружио долазећи потпредседник Џо Бајден. Доласку воза у Балтимору присуствовало је око 40.000 особа, о чијој су се безбедности бринуле безбедносне копнене и ваздушне снаге. Путовање Џорџијом 300 трајало је до 7.00 изјутра, када је воз стигао на вашингтонску железничку станицу Јунајтед.

## Међународна пажња

### Азија
„Сетите се да су се раније генерације суочавале с комунизмом и фашизмом не само уз помоћ пројектила и тенкова, већ и чврстим савезима и трајним убеђењима“

Барак Обама
У Кини је свечаност примопредаје дужности пропраћена кроз директан пренос Кинеске централне телевизије са симулираним преводом. Међутим у тренутку када је Барак у свом обраћању јавности споменуо реч комунизам, а државна кинеска телевизија то пренела, програм је накратко прекинут а затим наставила разговором у студију с аналитичарем о економским тешкоћама с којима ће се суочити нови амерички председник. Након завршетка дела говора у коме Обама спомиње комунизам пренос је настављен. 

„Онима који су дошли на власт захваљујући корупцији, преварама и ућуткивањем неистомишљеника поручујем да су на погрешној страни историје, али да ћемо им пружити руку ако покажу намеру да одбаце ратоборност“

Барак Обама
Занимљиво је то да су готово сви интернет наслови цензурисани и да осим веб страна хонгконшког ТВ Феникс и енглеског издања државног дневника Жеnмин жибао, није било могуће пронаћи Обамин говор у целости. Водећи кинески портали Сина и Соџу избацили су реч комунизам и параграф о неистомишљеницима, док је Нетеасеа у потпуности избацила компромитујући одељак.

### Океанија
Премијер Сомалских острва, Дерик Сикуа честитао је Обами одмах након подношења заклетве. Честитку је упутио у име Владе и народа Сомалијских острва. Сикуа је навео да Американци потичу из свих делова света, укључујући и Сомалијска острва, напомињући да ће се његов народ молити Бога да настави да даје снаге, мудрост и добре људе који ће подржати њега и цео свет. Такође премијер Дерик изразио је наду у уском сарађивању двеју влада.